# 初芝駅
初芝駅（はつしばえき）は、大阪府堺市東区日置荘西町二丁にある、南海電気鉄道高野線の駅。駅番号はNK61。

## 歴史
- 1898年（明治31年）1月30日：高野鉄道が大小路駅（現・堺東駅） - 狭山駅間で開業した際に、西村駅として設置。駅舎、改札は現在の駅舎より50mほど北野田寄りにあった。
- 1907年（明治40年）11月15日：会社合併により高野登山鉄道の駅となる。
- 1915年（大正4年）4月30日：社名変更により大阪高野鉄道の駅となる。
- 1922年（大正11年）9月6日：会社合併により南海鉄道の駅となる。
- 1935年（昭和10年）8月1日：初芝駅に改称、急行停車駅となる。下りホームを島式2線にし、駅舎、改札をホームの難波側の端に移設、改札と両ホームを地下道で結び、地下道の一部を金網で仕切って自由通路にした。駅前には小さなロータリーを造った。
- 1944年（昭和19年）6月1日：会社合併により近畿日本鉄道の駅となる。
- 1947年（昭和22年）6月1日：路線譲渡により南海電気鉄道の駅となる。
- 1968年（昭和43年）：急行停車駅から、準急停車駅に降格。
- 年月日不明：駅舎、改札をホーム中央に移設。
- 2010年（平成22年）：車椅子対応改札機、多目的トイレ設置。ホームの嵩上げ工事完了。初芝立命館高等学校専用臨時改札撤去。
- 2011年（平成23年）春：改札とホームを結ぶエレベーター、エレベーター利用者専用の地下道設置。
- 2012年（平成24年）4月1日：駅ナンバリングが導入され、使用を開始[1][2]。

## 駅構造

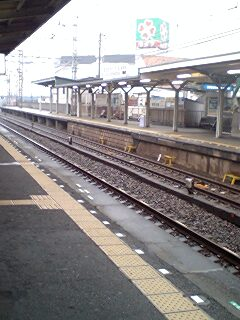
ホーム（嵩上げ前）
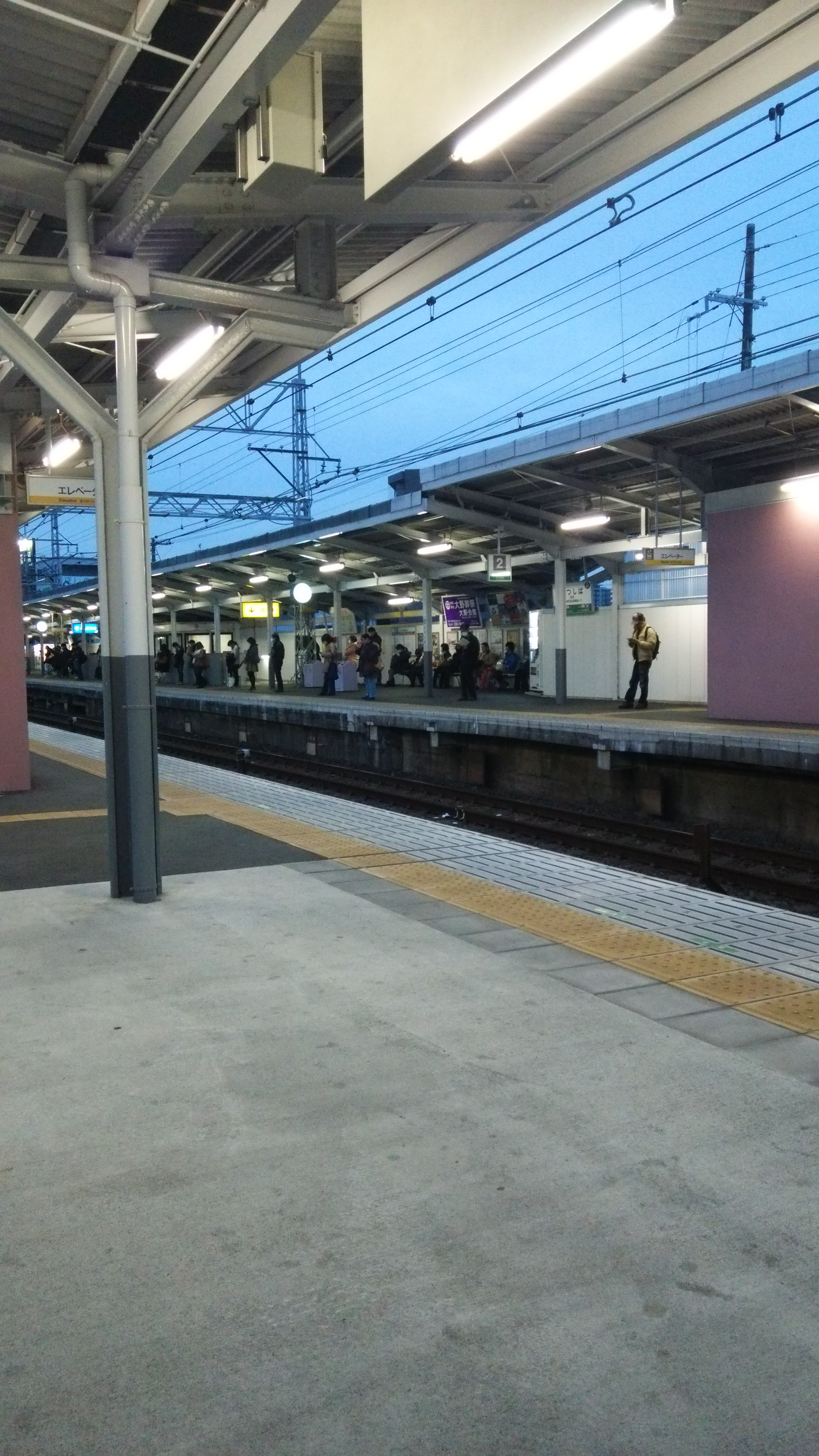
ホーム(バリアーフリー工事後)

相対式2面2線のホームを持つ地平駅である。ホーム有効長は1番線ホームは6両、2番線ホームは8両。駅舎は東側（高野山方面行ホーム側）中央にあり、駅舎からなんば方面ホームへは地下道で連絡している。高野山方面ホームの1番線の裏には事業用車の留置線があったが、2000年代頃に線路が撤去されている。駅舎南側には保線区などが入居する南海電鉄の事務所ビルが存在する。
初芝高等学校（現、初芝立命館高等学校。2011年移転）の学生専用の臨時改札が設けられていたが、近年は使用されておらず、2010年に車椅子対応の改札機を設置する際に撤去された。2010年より構内のバリアフリー化工事が開始され、先述の車椅子対応の改札機と多目的トイレ、ホームの嵩上げ工事が2010年中に、改札からホームへのエレベーターとエレベーター利用者専用の地下道が2011年春に設置された。

### のりば
| のりば | 路線   | 方向 | 行先       |
| ------ | ------ | ---- | ---------- |
| 1      | 高野線 | 下り | 高野山方面 |
| 2      | 高野線 | 上り | なんば方面 |

## 利用状況
2023年（令和5年）度の1日平均乗降人員は14,995人で、南海の駅（100駅）では18位である。急行が通過し、かつ他社局線との連絡がない南海の駅としては最も乗降人員が多い。
各年度・年次の1日平均利用状況は下表の通り。
| 年度/年次          | 年度別   | 年度別 | 年度別 | 年次別   | 年次別   | 年次別   | 出典       | 出典          |
| 年度/年次          | 乗降人員 | 増減率 | 順位   | 乗車人員 | 降車人員 | 乗降人員 | 南海       | 大阪府        |
| ------------------ | -------- | ------ | ------ | -------- | -------- | -------- | ---------- | ------------- |
| 1990年（平成02年） |          |        |        | 15,475   | 15,111   | 30,586   |            | [ 大阪府 1 ]  |
| 1991年（平成03年） |          |        |        | 15,358   | 15,012   | 30,370   |            | [ 大阪府 2 ]  |
| 1992年（平成04年） |          |        |        | 14,980   | 14,612   | 29,592   |            | [ 大阪府 3 ]  |
| 1993年（平成05年） |          |        |        | 14,748   | 14,340   | 29,088   |            | [ 大阪府 4 ]  |
| 1994年（平成06年） |          |        |        | 14,273   | 13,872   | 28,145   |            | [ 大阪府 5 ]  |
| 1995年（平成07年） |          |        |        | 14,099   | 13,728   | 27,827   |            | [ 大阪府 6 ]  |
| 1996年（平成08年） |          |        |        | 13,718   | 13,348   | 27,066   |            | [ 大阪府 7 ]  |
| 1997年（平成09年） |          |        |        | 13,051   | 12,773   | 25,824   |            | [ 大阪府 8 ]  |
| 1998年（平成10年） |          |        |        | 12,875   | 12,756   | 25,631   |            | [ 大阪府 9 ]  |
| 1999年（平成11年） |          |        |        | 11,799   | 11,807   | 23,606   |            | [ 大阪府 10 ] |
| 2000年（平成12年） |          |        |        | 11,305   | 11,359   | 22,664   |            | [ 大阪府 11 ] |
| 2001年（平成13年） |          |        |        | 10,807   | 10,930   | 21,737   |            | [ 大阪府 12 ] |
| 2002年（平成14年） |          |        |        | 10,416   | 10,698   | 21,114   |            | [ 大阪府 13 ] |
| 2003年（平成15年） |          |        |        | 10,191   | 10,864   | 21,055   |            | [ 大阪府 14 ] |
| 2004年（平成16年） |          |        |        | 9,925    | 10,644   | 20,569   |            | [ 大阪府 15 ] |
| 2005年（平成17年） |          |        |        | 9,753    | 10,482   | 20,235   |            | [ 大阪府 16 ] |
| 2006年（平成18年） |          |        |        | 9,499    | 10,210   | 19,709   |            | [ 大阪府 17 ] |
| 2007年（平成19年） |          |        |        | 9,504    | 10,197   | 19,701   |            | [ 大阪府 18 ] |
| 2008年（平成20年） |          |        |        | 9,446    | 10,156   | 19,602   |            | [ 大阪府 19 ] |
| 2009年（平成21年） |          |        |        | 9,133    | 9,852    | 18,985   |            | [ 大阪府 20 ] |
| 2010年（平成22年） |          |        |        | 9,018    | 9,752    | 18,770   |            | [ 大阪府 21 ] |
| 2011年（平成23年） |          |        |        | 8,540    | 9,226    | 17,766   |            | [ 大阪府 22 ] |
| 2012年（平成24年） |          |        |        | 8,733    | 9,143    | 17,876   |            | [ 大阪府 23 ] |
| 2013年（平成25年） | 17,626   | -1.4%  | 17位   | 8,453    | 9,173    | 17,626   | [ 南海 1 ] | [ 大阪府 24 ] |
| 2014年（平成26年） | 17,006   | -3.5%  | 18位   | 8,188    | 8,817    | 17,005   | [ 南海 1 ] | [ 大阪府 25 ] |
| 2015年（平成27年） | 17,029   | 0.1%   | 18位   | 8,213    | 8,837    | 17,050   | [ 南海 1 ] | [ 大阪府 26 ] |
| 2016年（平成28年） | 16,883   | -0.9%  | 18位   | 8,139    | 8,746    | 16,885   | [ 南海 2 ] | [ 大阪府 27 ] |
| 2017年（平成29年） | 16,856   | -0.2%  | 18位   | 8,133    | 8,722    | 16,855   | [ 南海 3 ] | [ 大阪府 28 ] |
| 2018年（平成30年） | 17,122   | 1.6%   | 17位   | 8,417    | 8,705    | 17,122   | [ 南海 4 ] | [ 大阪府 29 ] |
| 2019年（令和元年） | 16,831   | -1.7%  | 17位   | 8,256    | 8,593    | 16,849   | [ 南海 5 ] | [ 大阪府 30 ] |
| 2020年（令和02年） | 13,719   | -18.5% | 16位   | 6,745    | 6,975    | 13,720   | [ 南海 6 ] | [ 大阪府 31 ] |
| 2021年（令和03年） | 13,611   | -0.8%  | 16位   | 6,690    | 6,920    | 13,610   | [ 南海 7 ] | [ 大阪府 32 ] |
| 2022年（令和04年） | 14,707   | 8.1%   | 17位   | 7,247    | 7,461    | 14,708   | [ 南海 8 ] | [ 大阪府 33 ] |
| 2023年（令和05年） | 14,995   | 2.0%   | 18位   |          |          |          | [ 南海 9 ] |               |

## 駅周辺
北東には南海鉄道（南海電鉄の前身）が初めて手がけた分譲住宅地がある。1935年5月15日から売り出された。宅地開発を機に駅名が社内公募され、貨物の車掌をしていた人が考案した「初芝」を採用、1935年8月1日に初芝駅に改称された。初芝立命館高等学校跡地付近にあるロータリーはもともと噴水であり、昭和初期に田園都市として開発されたころの名残。田園都市の面影を残す閑静な住宅地である。

### 商業施設
- ライフ 初芝店
- サンディ 初芝店
- マツモトキヨシ 初芝店
- ウエルシア 堺日置荘西町店

### 教育機関
- 大阪府立金岡高等学校
- 堺市立日置荘中学校
- 堺市立日置荘小学校
- 堺市立日置荘西小学校
- はつしば学園幼稚園・初芝スイミングスクール

### その他
- 出雲大社大阪分祠
- ナカバヤシ本社工場
- 堺市立初芝体育館
- 堺市立東図書館初芝分館
- 堺日置荘西町郵便局
- 堺日置荘郵便局
- 加地テック本社
- 白鷺団地

## バス路線
駅前にロータリーがあり、南海バスの路線バスが発着している。停留所名は「初芝駅前」。駅前には他にデマンド式の堺市乗合タクシーも乗り入れている。
| のりば | 担当 | 路線名         | 系統・行先                             | 備考                                               |
| ------ | ---- | -------------- | -------------------------------------- | -------------------------------------------------- |
| 1      | 東山 | 中もず・平尾線 | 153・161系統：平尾方面                 |                                                    |
| 1      | 東山 | 中もず・平尾線 | 153C・161C系統：平尾                   | 夜間のみの運行                                     |
| 1      | 東山 | 中もず・平尾線 | 153V・161V系統：平尾・美原区役所前方面 | 平日夜間のみ運行                                   |
| 2      | 東山 | 中もず・平尾線 | 153・153V系統：中もず駅前              | 土休日の日中は運行されない                         |
| 2      | 東山 | 美原初芝線     | 147系統：美原区役所前                  |                                                    |
| 2      | 堺   | 急行美原線     | 65系統：美原区役所前                   | 夕ラッシュ前まで運行。美原区役所前までノンストップ |
| 2      | 堺   | 急行美原線     | 65系統：中もず駅前                     | 日中以降に運行。中もず駅前までノンストップ         |
| 2      | 堺   | 初芝線         | 33系統：堺駅南口                       | 本数わずか                                         |

## その他
- 駅の西側には都市計画道路新家日置荘線が整備されている。かつては用地交渉が難航し、度々完成延期が続いていたが、2018年5月よりようやく用地取得が進んだことで駅前までの工事が進み、歩行者、自転車のみだが一部区間での先行通行も開始した。しかしながらも残る用地取得には難航していたが、ようやく2021年夏に全ての用地取得が完了した。2022年9月20日に開通し、同時に駅前広場も整備された[8]。

## 隣の駅
南海電気鉄道
 高野線
■快速急行・■急行・■区間急行
通過
■準急・■各停
白鷺駅 (NK60) - 初芝駅 (NK61) - 萩原天神駅 (NK62)

### 記事本文

### 利用状況
1. ↑  ハンドブック南海 - 南海電鉄
2. ↑  大阪府統計年鑑 - 大阪府

#### 大阪府統計年鑑
1. ↑  大阪府統計年鑑（平成3年） (PDF)
2. ↑  大阪府統計年鑑（平成4年） (PDF)
3. ↑  大阪府統計年鑑（平成5年） (PDF)
4. ↑  大阪府統計年鑑（平成6年） (PDF)
5. ↑  大阪府統計年鑑（平成7年） (PDF)
6. ↑  大阪府統計年鑑（平成8年） (PDF)
7. ↑  大阪府統計年鑑（平成9年） (PDF)
8. ↑  大阪府統計年鑑（平成10年） (PDF)
9. ↑  大阪府統計年鑑（平成11年） (PDF)
10. ↑  大阪府統計年鑑（平成12年） (PDF)
11. ↑  大阪府統計年鑑（平成13年） (PDF)
12. ↑  大阪府統計年鑑（平成14年） (PDF)
13. ↑  大阪府統計年鑑（平成15年） (PDF)
14. ↑  大阪府統計年鑑（平成16年） (PDF)
15. ↑  大阪府統計年鑑（平成17年） (PDF)
16. ↑  大阪府統計年鑑（平成18年） (PDF)
17. ↑  大阪府統計年鑑（平成19年） (PDF)
18. ↑  大阪府統計年鑑（平成20年） (PDF)
19. ↑  大阪府統計年鑑（平成21年） (PDF)
20. ↑  大阪府統計年鑑（平成22年） (PDF)
21. ↑  大阪府統計年鑑（平成23年） (PDF)
22. ↑  大阪府統計年鑑（平成24年） (PDF)
23. ↑  大阪府統計年鑑（平成25年） (PDF)
24. ↑  大阪府統計年鑑（平成26年） (PDF)
25. ↑  大阪府統計年鑑（平成27年） (PDF)
26. ↑  大阪府統計年鑑（平成28年） (PDF)
27. ↑  大阪府統計年鑑（平成29年） (PDF)
28. ↑  大阪府統計年鑑（平成30年） (PDF)
29. ↑  大阪府統計年鑑（令和元年） (PDF)
30. ↑  大阪府統計年鑑（令和2年） (PDF)
31. ↑  大阪府統計年鑑（令和3年） (PDF)
32. ↑  大阪府統計年鑑（令和4年） (PDF)
33. ↑  大阪府統計年鑑（令和5年） (PDF)

#### ハンドブック南海
1. 1 2 3  ハンドブック南海2016 鉄道事業 (PDF)
2. ↑  ハンドブック南海2017 鉄道事業 (PDF)
3. ↑  ハンドブック南海2018 鉄道事業 (PDF)
4. ↑  ハンドブック南海2019 鉄道事業 (PDF)
5. ↑  ハンドブック南海2020 鉄道事業 (PDF)
6. ↑  ハンドブック南海2021 鉄道事業 (PDF)
7. ↑  ハンドブック南海2022 鉄道事業 (PDF)
8. ↑  ハンドブック南海2023 鉄道事業 (PDF)
9. ↑  ハンドブック南海2024 鉄道事業 (PDF)